# Jean Bernard Diatta
Jean Bernard Diadia Diatta (ur. 10 października 1988) – senegalski zapaśnik walczący w stylu wolnym. Zajął 24. miejsce na mistrzostwach świata w 2015. Brązowy medalista igrzysk afrykańskich w 2019. Zdobył sześć medali na mistrzostwach Afryki w latach 2012 – 2018. Brąz na igrzyskach frankofońskich w 2013 i 2017 roku.